# اشنایدر نشنال
اشنایدر نشنال (انگلیسی: Schneider National) شرکت لجستیک آمریکایی است، که در سال ۱۹۳۵ توسط ال اشنایدر تأسیس شد.